# Alcàntera de Xúquer
Alcàntera de Xúquer là một đô thị ở comarca Ribera Alta cộng đồng Valencia, Tây Ban Nha. Đô thị này có diện tích 3,33 km², dân số thời điểm năm 2006 là 1384 người.